# Disponível (álbum de Lexa)
Disponível é o álbum de estreia da cantora pop brasileira Lexa, lançado no dia 18 de setembro de 2015 pela gravadora Som Livre.  O álbum é composto por treze faixas e inclui composições de Naldo Benny, Umberto Tavares, Batutinha e Lexa. Das faixas do CD, cinco foram lançadas previamente no extended play (EP) Posso Ser.

## Antecedentes e Lançamento
A cantora foi descoberta pelo produtor Batutinha que coincidentemente também descobriu a cantora Anitta. Lexa se tornou a maior promessa do funk de 2015, após uma saída conturbada de Anitta do escritório K2L. Kamila Fialho, empresária da K2L (agência responsável pelo gerenciamento de carreira da atitsta) quando perguntada sobre a diferença entre Anitta e lexa, respondeu: "A Lexa é mais, a Lexa toca piano". 
  

Lexa lançou o seu primeiro EP, intitulado Posso Ser, em março de 2015, dizendo que o mesmo traz muito de sua identidade. A capa foi revelada através de um jogo no qual os fãs tinham que digitar a letra inicial de cada música da lista de faixas para destravar a arte. Em meia hora, o site já possuía mais de 100 mil acesos. Lexa, sobre o nome escolhido para o álbum, disse:
“O nome do CD traduz o que estou vivendo nesse momento. Estou disponível para o trabalho, para os meus fãs, para quem quiser me conhecer…”

## Singles
O álbum gerou cinco singles no total. São eles "Posso Ser", "Para de Marra", a faixa-título "Disponível", "Pior que Sinto Falta" e "Fogo na Saia".  Todas as faixas ganharam um videoclipe.

## Alinhamento de faixas
| N.º            | Título                          | Duração |  |
| 1.             | "Posso Ser"                     | 2:39    |  |
| 2.             | "Para de Marra"                 | 3:07    |  |
| 3.             | "Disponível"                    | 3:39    |  |
| 4.             | "Deleta"                        | 3:00    |  |
| 5.             | "Mensagem"                      | 4:25    |  |
| 6.             | "Tudo Certo (Maravilha)"        | 2:33    |  |
| 7.             | "Pior Que Sinto Falta"          | 3:21    |  |
| 8.             | "Boy Chiclete"                  | 3:00    |  |
| 9.             | "Fogo Na Saia"                  | 2:34    |  |
| 10.            | "Última Moda"                   | 2:43    |  |
| 11.            | "Bem Resolvida"                 | 3:19    |  |
| 12.            | "Sou Mais Eu"                   | 3:28    |  |
| 13.            | "Baladeira"                     | 3:25    |  |
| 14.            | "Não É pra Você (Faixa Oculta)" | 1:43    |  |
| Duração total: | Duração total:                  | 41 min  |  |